# Luciana Frassati-Gawrońska
Luciana Frassati-Gawrońska (ur. 18 sierpnia 1902 w Bielli, zm. 7 października 2007 w Pollone) – włoska działaczka społeczna, uczestniczka konspiracji antynazistowskiej i kurierka polskiego rządu emigracyjnego w Londynie, a zarazem współpracowniczka Bolesława Piaseckiego, przywódcy faszystowskiej Falangi; zasłużona dla ratowania osobistości polskich podczas II wojny światowej.

## Rodzina
Była córką Alfreda Frassatiego, pierwszego wydawcy liberalnej gazety „La Stampa” i malarki Adelaide Ametis, siostrą błogosławionego Pier Giorgio Frassatiego, działacza katolickiego, żoną ostatniego ambasadora II RP w Wiedniu Jana Gawrońskiego, matką włoskiego eurodeputowanego Jasia Gawrońskiego.

## Życiorys
Za pośrednictwem wpływowej rodziny, od pokoleń wchodzącej w skład włoskiej elity władzy, wcześnie nawiązała liczne koneksje. W 1920 wyjechała do Berlina z ojcem, powołanym na stanowisko ambasadora Włoch w Niemczech. Znała osobiście Ericha Ludendorffa i Paula von Hindenburga.
W Berlinie poznała sekretarza polskiego poselstwa Gawrońskiego, który zabiegał wówczas u jej ojca o zmianę jego proniemieckiego stanowiska. W 1922 jej ojciec podał się do dymisji po dojściu Benito Mussoliniego do władzy. Zawarła małżeństwo z Gawrońskim w Turynie w 1925. W latach 1933–1938 mieszkała w Wiedniu, gdzie jej mąż był przedstawicielem dyplomatycznym. Nawiązała tam znajomość z dyrygentami Wilhelmem Furtwänglerem i Arturo Toscaninim. W 1938 po powrocie do Warszawy wyjechała do Włoch na spotkanie z Mussolinim, by starać się o stanowisko włoskiej przedstawicielki kulturalnej w Warszawie. Przed 1939 poznała w Warszawie Bolesława Piaseckiego, młodego przywódcę faszystowskiego Ruchu Narodowo-Radykalnego „Falanga” i stała się jego „polityczną entuzjastką”. Po wybuchu II wojny światowej ewakuowała się przez Rumunię do Włoch, gdzie dotarła 17 września 1939. 
W czasie wojny w latach 1939–1942 odbyła korzystając z włoskiego paszportu dyplomatycznego siedem podróży do okupowanej Polski, spełniając rolę nieoficjalnej łączniczki między elitami polskimi a Watykanem i rządem Mussoliniego w Rzymie, a także kurierki na potrzeby rządu Rzeczypospolitej Polskiej w Londynie. Prowadziła rozmowy m.in. z arcybiskupem Adamem Sapiehą, z Mussolinim i z włoskim ministrem spraw zagranicznych Galeazzo Ciano. Okólnik komendanta Sicherheitsdienst (SD) z listopada 1942 wskazał ją obok włoskiej żony Andrzeja Świetlickiego jako łączniczkę pomiędzy Falangą a rządem i wywiadem włoskim, za pośrednictwem której Piasecki utrzymywał kontakt z Ciano i uzyskiwał środki na swoją działalność.
W listopadzie 1939 przybyła do Warszawy po rzeczy ze swojego mieszkania. Na prośbę Włodzimierza Sznarbachowskiego interweniowała w sprawie uwięzionego na początku grudnia Piaseckiego u szefa SD i Policji Bezpieczeństwa w Warszawie Josefa Meisingera najpierw osobiście, uzyskując pozwolenie na wizytę u Piaseckiego w więzieniu na Rakowieckiej, a potem przez konsula włoskiego Mario di Stefano. Na początku stycznia 1940 wywiozła z Polski Olgę Helenę Zubrzewską, żonę premiera Władysława Sikorskiego (jako swoją „gospodynię”), a także Sznarbachowskiego i Stanisława Starczewskiego. Przekazała do Włoch informacje o losie profesorów Uniwersytetu Jagiellońskiego i Polskiej Akademii Umiejętności aresztowanych i zesłanych do obozu koncentracyjnego w Sachsenhausen podczas Sonderaktion Krakau, które posłużyły do uruchomienia międzynarodowej presji na ich zwolnienie, w tym ze strony Mussoliniego. Frassati-Gawrońska przypisała Mussoliniemu główną zasługę w tej sprawie i podarowała mu w dowód wdzięczności album dzieł Stanisława Wyspiańskiego, znaleziony później w zamku Rocca delle Caminate przez oddziały 2. Korpusu Polskiego. Za sprawą Frassati-Gawrońskiej Mussolini wstawił się również za Piaseckim, który wyszedł na wolność wiosną 1940. Frassati-Gawrońska próbowała też w połowie 1940 bez powodzenia ratować innego falangistę, bojowca Konfederacji Narodu Wojciecha Kwasieborskiego.
W lutym 1940 przewiozła do Krakowa otrzymaną w Angers od gen. Sikorskiego walizkę zawierającą prawie 1 mln zł dla organizacji podziemnych w kraju. Pomimo upływu terminu przestemplowania banknotów dyrektor Banku Emisyjnego Feliks Młynarski zdołał przywrócić im ważność działając w tajemnicy przed okupantem. Środki zostały przekazane zięciowi premiera, Stanisławowi Leśniowskiemu. Po powrocie Frassati-Gawrońska otrzymała od generałów Sikorskiego i Kazimierza Sosnkowskiego misję stworzenia we Włoszech koła przyjaciół Polski.
Podczas trzeciej podróży w październiku 1940 spotkała się z młodą polską arystokratką na usługach Gestapo.
W ramach czwartej podróży w styczniu 1941 przeprowadziła w Warszawie z ramienia rządu gen. Sikorskiego rozmowy z kierownictwem konspiracyjnych stronnictw politycznych w celu wyłonienia kandydatów na stanowisko pierwszego Delegata Rządu na Kraj. Zastąpiła w tej roli Stanisława Starczewskiego, o którego dekonspiracji uprzedził ją szef włoskiej policji i OVRA Arturo Bocchini. Wśród rozmówców Frassati-Gawrońskiej znaleźli się Stanisław Rymar, Mieczysław Trajdos, Aleksander Dębski i Roman Rybarski ze Stronnictwa Narodowego (SN), Zygmunt Żuławski z PPS-WRN, Stefan Korboński i Stanisław Osiecki z SL, Franciszek Kwieciński z SP, tymczasowy delegat Jan Skorobohaty-Jakubowski, a także dyrektorzy Banku Emisyjnego Młynarski i Rudolf Jędrzejewski, związany z Frontem Morges Roman Knoll, Stefan Ossowiecki, związani z Radą Główną Opiekuńczą Tadeusz Krzyżanowski i Janusz Franciszek Radziwiłł, Władysław Szafer i Alfred Wysocki. W tym czasie kandydatem trzech spośród czterech stronnictw reprezentowanych w Politycznym Komitecie Porozumiewawczym (PPS-WRN, SL i SP) był Jan Piekałkiewicz, na którego zastępców proponowano Antoniego Pajdaka i Cyryla Ratajskiego. Stronnictwo Narodowe przedłożyło Frassati-Gawrońskiej własne kandydatury Jerzego Gościckiego, Władysława Mieczkowskiego i Ratajskiego, które zostały przez nią przekazane Sikorskiemu. Zatwierdzenie uzyskał ostatecznie Ratajski.
Powracając z piątej podróży do Polski w sierpniu 1941 rozmawiała w Berlinie z szefem Abwehry adm. Wilhelmem Canarisem i ambasadorem Rzeszy w Turcji Franzem von Papenem.
W lutym 1942 zastała mieszkanie zrewidowane przez niemieckie służby. Wzięła udział w przyjęciu we włoskiej ambasadzie z udziałem funkcjonariuszy Schutzstaffel i Gestapo.
W czasie siódmej podróży w grudniu 1942 przyjechała pociągiem wojskowym z Berlina i pracowała na rzecz lansowanej przez Włochy koncepcji pokoju pomiędzy Niemcami a aliantami zachodnimi. Plan ten obejmował utworzenie marionetkowego państwa polskiego na terenie Generalnego Gubernatorstwa, które przystąpiłoby do wojny przeciwko ZSRR. Frassati-Gawrońska liczyła na pozyskanie gubernatora Hansa Franka do rozmów z papieżem Piusem XII przez włoskiego radcę prawnego i nadzwyczajnego komisarza w Krakowie Cesarego Vernarecciego, hrabiego Fossombrone.
Kolejną wizytę w Polsce miał odradzić jej w Rzymie na początku 1943 z powodu zainteresowania Gestapo jej działalnością Werner von der Schulenburg.
We wrześniu 1943 złożyła szczegółowy raport z sytuacji w okupowanej Polsce Piusowi XII i jego bliskiemu współpracownikowi w Sekretariacie Stanu Giovanniemu Montiniemu.
4 lutego 1944 schroniła się w Watykanie pod opieką Sekretariatu Stanu przed próbą aresztowania ze strony Gestapo.
Utrzymywała kontakty z Piaseckim w trakcie wojny, przesyłając mu pieniądze, a także długo po jej zakończeniu, umożliwiając mu kontakty z kręgami watykańskimi.
W czasie wojny rozstała się z mężem. Po wojnie prowadziła w Rzymie salon literacko-muzyczny, napisała biografie ojca i brata, działając na rzecz beatyfikacji tego ostatniego, czego dopięła w 1990.

## Odznaczenia i upamiętnienie
W 1993 została odznaczona przez prezydenta Lecha Wałęsę Krzyżem Komandorskim z Gwiazdą Orderu Zasługi Rzeczypospolitej Polskiej za działalność w czasie II wojny światowej. Swoje wojenne wspomnienia spisała w książce Przeznaczenie nie omija Warszawy (Il destino passa per Varsavia, Bologna 1949, wyd. II z przedmową Renzo De Felice 1985), która w polskim wydaniu ukazała się w 2003. 
W związku z 10. rocznicą jej śmierci na wniosek Eugenio Gaudio, rektora Uniwersytetu Rzymskiego „La Sapienza”, uzgodniony z rektorem UJ Wojciechem Nowakiem i poparty przez prezydenta Krakowa Jacka Majchrowskiego, imieniem Luciany Frassati nazwano ulicę w Dzielnicy VIII Dębniki w Krakowie.

## Publikacje
- In ogni sera, Garzanti, Milano 1947
- Il destino passa per Varsavia, Cappelli(inne języki), Bolonia 1949 (wyd. II: 1985)
  - przekład polski: Przeznaczenie nie omija Warszawy, tłum. Jan Tygielski, red. nauk. Andrzej Kunert, Więź, Warszawa 2003
- Mio fratello Pier Giorgio. La fede, Edizioni Paoline, Rzym 1954
  - przekład polski: Mój brat Pier Giorgio. Wiara, tłum. Barbara Nowak, W drodze, Poznań 2016
- Mio fratello Pier Giorgio. La carità, Società Editrice Internazionale(inne języki), Torino 1957 (wyd. II: Effata, Cantalupa 2013)
- Mio fratello Pier Giorgio. La morte, Società Editrice Internazionale, Turyn 1960
  - przekład polski: Mój brat Pier Giorgio. Śmierć, tłum. Anna Borowska, „Pax”, Warszawa 1962; Mój brat Pier Giorgio. Ostatnie dni 29 czerwca – 4 lipca 1925, Księgarnia św. Jacka, Katowice 2016
- Genova come era, 1870-1915, nakład własny, Rzym 1960
- Il maestro. Arturo Toscanini e il suo mondo, Bottega d'Erasmo, Turyn 1967
- Miasta dalekie, tłum. Krzysztof Jeżewski, „Pax”, Warszawa 1970
- Pier Giorgio Frassati. I giorni della sua vita, Studium, Rzym 1975 (wyd. II: 2019)
  - przekład polski: Pier Giorgio Frassati. Człowiek ośmiu błogosławieństw, tłum. Barbara Sieroszewska i Stanisław Waldemar Gaudyn, WAM, Kraków 2011
- L'impegno sociale e politico di Pier Giorgio, A.V.E., Rzym 1978
- Un uomo, un giornale : Alfredo Frassati, Rzym 1978–1982
- Il cammino di Pier Giorgio, Rizzoli, Mediolan 1990
- L'impronta di Rol, D. Piazza, Turyn 1996